# Basiliek van Sant'Apollinare in Classe

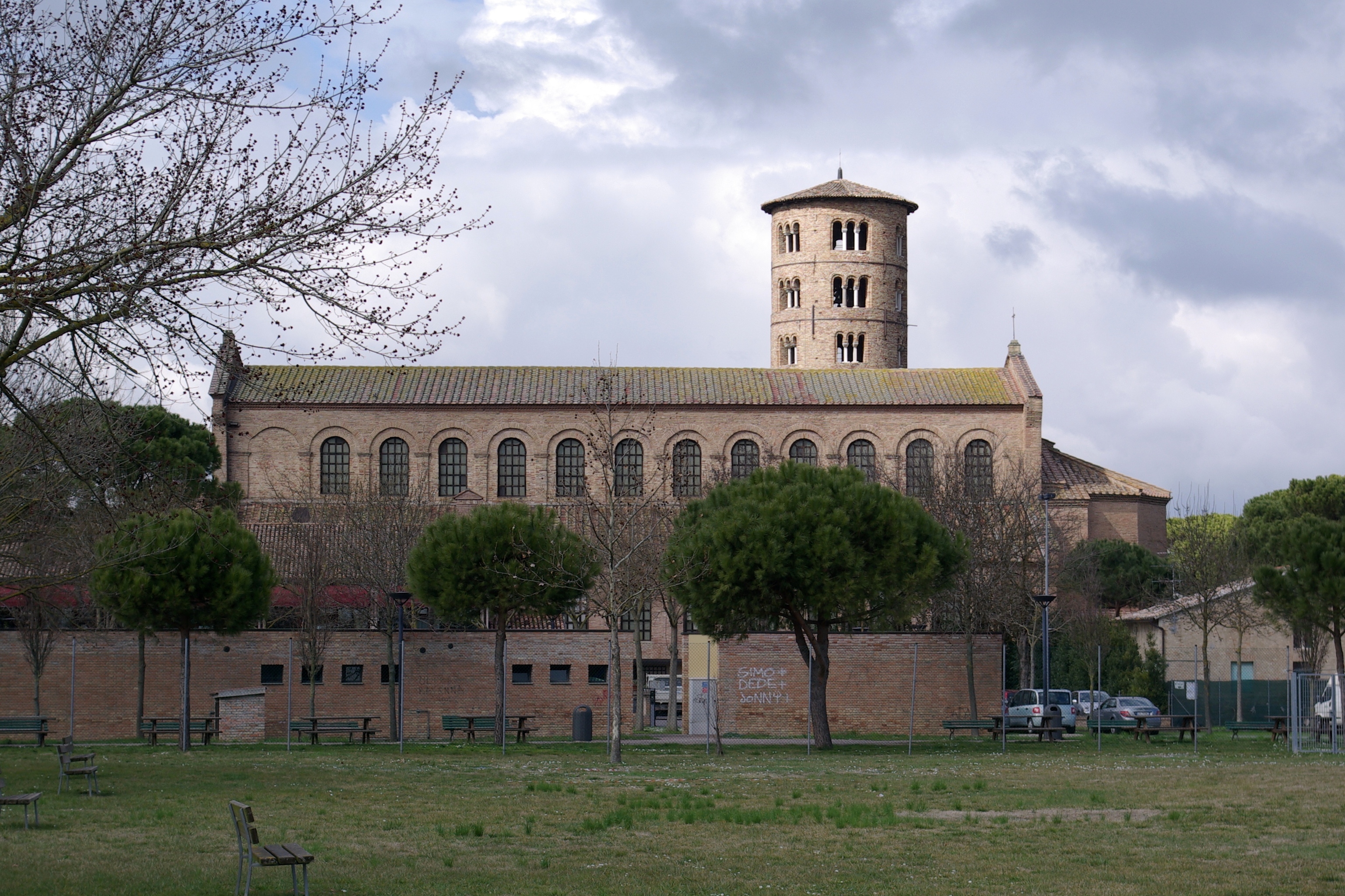

De basiliek van Sant'Apollinare in Classe is een belangrijk monument in de Byzantijnse kunst dicht bij Ravenna, Italië. Toen UNESCO acht Ravenna-sites op de Werelderfgoedlijst aanvulde, werd de basiliek van Sant'Apollinare omschreven als een voortreffelijk voorbeeld van de vroege christelijke basilieken met zijn simpel ontwerp en het gebruik van ruimte en overdadige decoratie.

## Geschiedenis
Het indrukwekkende stenen gebouw werd in het begin van de 6e eeuw, op initiatief van bisschop Ursicinus, gebouwd. Ursicinus heeft hiervoor geld geleend van de Griekse bankier Iulianus Argentarius. De basiliek lag vlak naast een christelijk kerkhof en boven op een heidens kerkhof, sommige van de grafstenen werden hergebruikt in de constructie.
Sant'Apollinare in Classe werd ingewijd op 9 mei 549 door bisschop Maximianus en gewijd aan Sint Apollinaris, de eerste bisschop van Ravenna en Classe. De basiliek is aldus van dezelfde tijd als de Basiliek van San Vitale in Ravenna. In 856 werden de relieken van Sint Apollinaris overgebracht van de basiliek van Sant'Apollinare in Classe naar de basiliek van Sant'Apollinare Nuovo in Ravenna. De buitenkant heeft een grote façade met twee simpele verticale balken en een raam met drie openingen. Het gebouw aan de rechterkant werd later toegevoegd, evenals de ronde klokkentoren die in de 9e eeuw werd gebouwd.

## Interieur

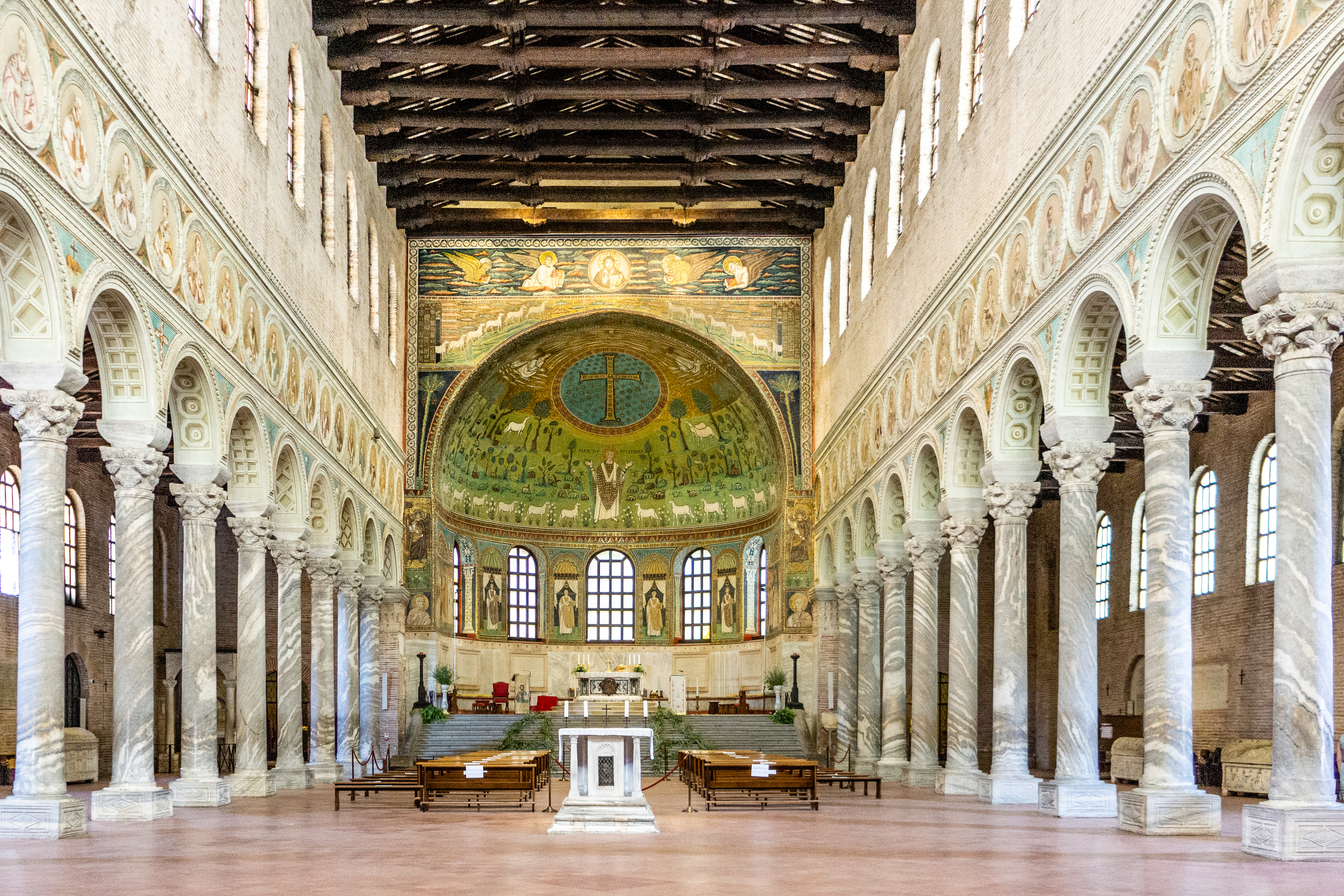
Het interieur van de kerk.

De kerk bestaat uit een schip en twee zijbeuken. Halverwege het schip staat een oud altaar. Op het einde bevindt zich een veelhoekig apsis waar zich twee kapelletjes bevinden. Het schip telt 24 zuilen van Grieks marmer. Het beeldhouwwerk in de kapitelen stellen acanthusbladeren voor. Net als de meeste van dat soort beeldhouwwerk lijkt het alsof de wind doorheen de bladen gaat. Op de verbleekte fresco's staan de beeltenissen van de aartsbisschoppen van Ravenna. Ze dateren uit de 18e eeuw. De zijmuren zijn nu kaal maar waren vroeger mogelijk bedekt met mozaïeken. Vermoedelijk werden deze vernietigd in de 14e eeuw door mensen uit Venetië, alhoewel ze de mozaïeken in de apsis en aan de erepoort ongemoeid lieten. De erepoort is het meest opvallende kenmerk van de basiliek.
Het bovenste gedeelte van de erepoort stelt een medaillon voor met daarin Christus. Aan de zijkanten zijn gevleugelde symbolen van de vier evangelisten: de adelaar (Johannes), de engel of gevleugelde man (Matteüs), de leeuw (Marcus) en de stier (Lucas). Het onderste gedeelte toont aan de twee kanten kostbare edelstenen.
De zijkanten van de ereboog tonen twee palmen die in de Bijbel symbool staan voor gerechtigheid. Onder de palmen staan de aartsengelen Michaël en Gabriël afgebeeld, het borstbeeld van Sint-Mattheüs en een andere onbekende heilige.
De decoratie uit het apsis stamt uit de 6de eeuw en kan verdeeld worden in twee delen:
- Het bovenste deel: een grote plaat omsluit een sterrenhemel dat een kruis is van edelstenen en het gezicht van Christus. Boven het kruis is een wolk waar een hand uitsteekt, dit slaat op de hand van God. Aan de zijkant van de plaat staan Mozes en Elia afgebeeld. Lager staan nog drie lammeren afgebeeld die drie heiligen voorstellen
- Het onderste deel: daar wordt een vallei afgebeeld met veel groen, rotsen, struiken en vogels. In het midden wordt de heilige Appolinaris afgebeeld terwijl hij aan het bidden is tot God

In de ruimtes tussen de ramen staan de vier bisschoppen die aan de basis staan van het bouwen van de vier belangrijkste basilieken in Ravenna: Ursicinus, Ursus, Severus en Ecclesius, alle vier met een boek in de hand. Aan de zijkanten van de abscis bevinden zich panelen die stammen uit de 7de eeuw. De linkse, degene die het meest gerestaureerd is, heeft een beeltenis van de Byzantijnse keizer Constantijn IV die privileges toestaat aan een afgezant van de aartsbisschop van Ravenna. In het rechter paneel staan Abraham, Abel en Melchisedek afgebeeld rond een altaar waar ze een offer brengen aan God.
De muren van de basiliek zijn afgezet met sarcofagen uit verschillende eeuwen. Ze geven de veranderingen in stijl tussen de 5e en de 8e eeuw weer.